# North Coast 500
Pour les articles homonymes, voir Route 500.
La route 500 (officiellement : North Coast 500) est une route touristique côtière de 830 km dans le Northwest Highlands, constituent la partie nord de l'Écosse. Créée par la North Highland Initiative, la route qui s'étend du sud au nord, débute dans la ville d'Inverness, en passant par notamment Caithness et John o' Groats, villes les plus au nord de la côte écossaise et de la Grande-Bretagne pour se diriger à nouveau vers le sud en passant par Dingwall pour enfin revenir à Inverness.
En 2015, elle est sélectionnée par le Travel Now magazine comme l'une des six routes côtières les plus belles au monde.

## Historique

### Origines
Le concept de la North Coast 500 a été créé par la société North Highland Initiative fondée en 2005 afin d'apporter à la communauté agricole, les commerçants locaux et l'industrie du tourisme une identité régionale forte dans une région très enclavée du nord de l'Écosse.
Lancée officiellement en 2015, elle est sélectionnée par la suite comme l'une des six routes côtières les plus belles au monde après  Cape Overberg en Afrique du Sud, la Côte amalfitaine en Italie, la route de l'Atlantique en Norvège, la Pacific Coast Highway aux États-Unis et la Coral Coast en Australie.

## Points d'intérêt

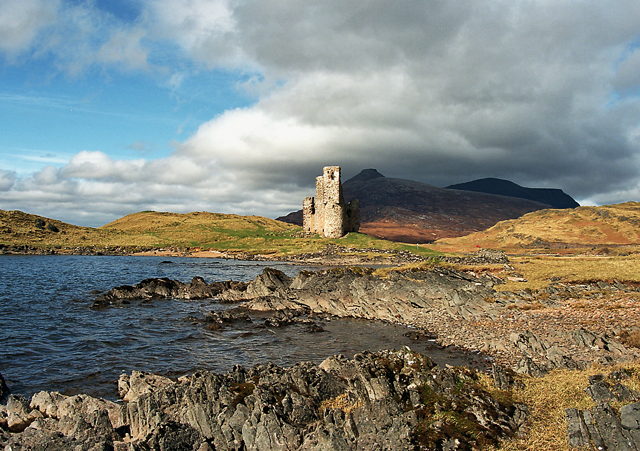
Le Château d'Ardvreck.c

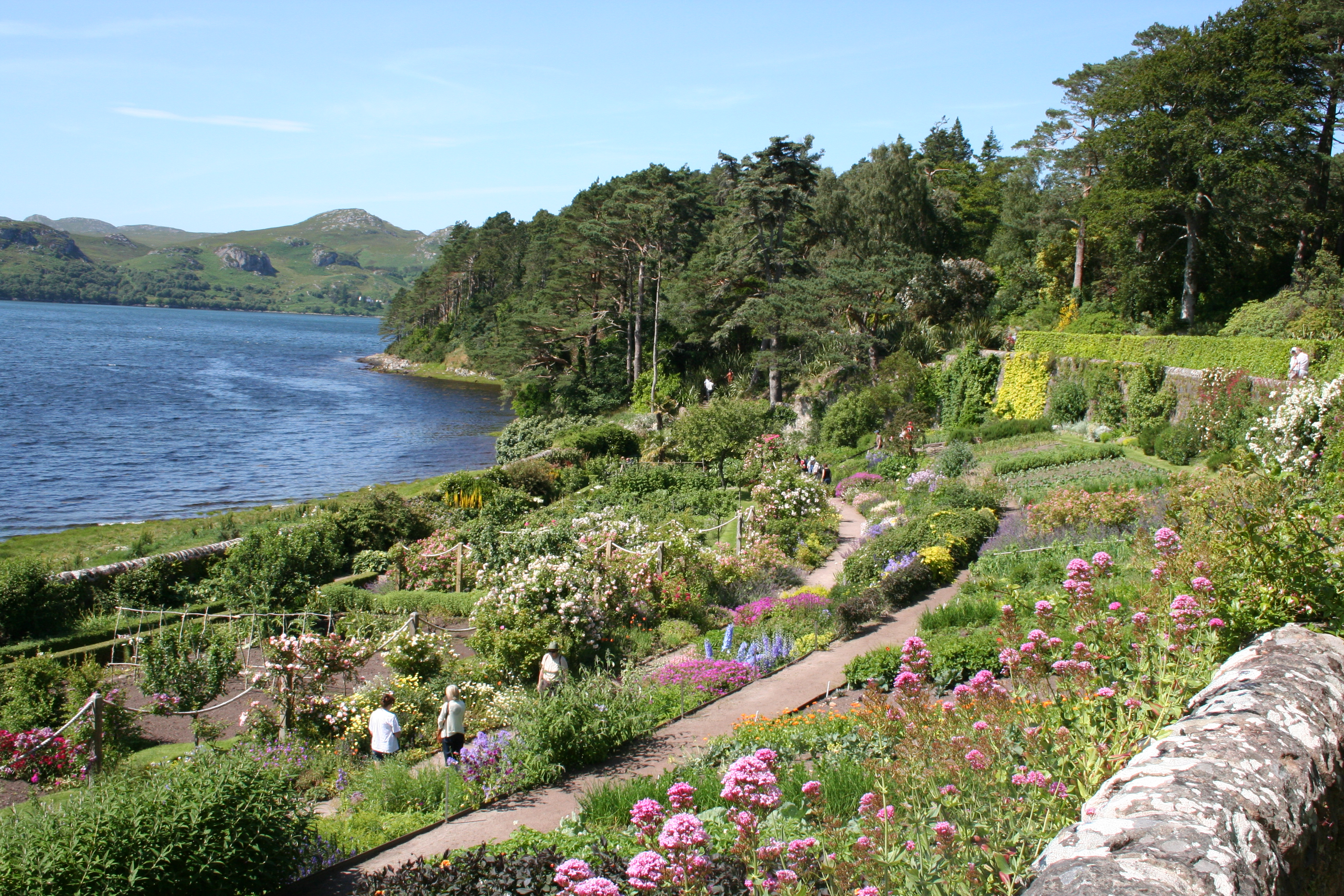
Les Jardins d'Inverewe.

- Highland Museum of Childhood
- Rogie Falls
- Jardins d'Inverewe
- Mellon Udrigle
- Knockan Crag
- Château d'Ardvreck
- Handa
- Sandwood Bay
- Smoo Cave
- Strathnaver Museum
- Castle of Mey
- Berriedale Braes
- Timespan Heritage and Art Centre
- Château de Dunrobin
- Dornoch Castle
- Royal Dornoch Golf Club
- Kylesku Bridge